# Linea Svjatošyns'ko-Brovars'ka
La Linea Svjatošyns'ko-Brovars'ka (in ucraino Святошинсько-Броварська лінія?, Svjatošyns'ko-Brovars’ka linija, in russo Святошинско-Броварская линия?, Svjatošinsko-Brovarskaja linija) o linea M1 è una linea della metropolitana di Kiev, che risale al 1960. Comprende alcune delle stazioni più significative a livello storico, come Arsenal'na, che, trovandosi a 102 metri, è la stazione più profonda al mondo e, curiosamente, la stazione successiva Dnipro, si trova sopra il livello del suolo.
Tutte le stazioni sulla riva orientale del Dnepr sono a livello del suolo o sopra il livello del suolo, in modo simile all'esperimento realizzato per la linea Filëvskaja di Mosca; tuttavia, il clima più mite della capitale ucraina ha impedito alle stazioni di subire danni a causa del clima: questo è il motivo per cui le estensioni della linea del 1968 e del 1979 non sono state interrate. Le cinque stazioni originali sono estremamente notevoli in senso architettonico e decorativo, e sono riuscite a sopravvivere alla battaglia di Nikita Chruščëv contro gli "extra" decorativi.
La linea Svjatošyns'ko-Brovars'ka taglia Kiev lungo un asse est-ovest e conta 18 stazioni. In genere, sulle cartine è segnata col colore rosso.

## Cronologia
| Tratto                   | Data di apertura | Nº stazioni | Lunghezza |
| ------------------------ | ---------------- | ----------- | --------- |
| Vokzal'na—Dnipro         | 6 novembre 1960  | 5           | 5,24 km   |
| Vokzal'na—Šuljavs'ka     | 5 novembre 1963  | 2           | 3,24 km   |
| Dnipro—Darnycja          | 5 novembre 1965  | 3           | 4,15 km   |
| Darnycja—Černihivs'ka    | 4 novembre 1968  | 1           | 1,32 km   |
| Šuljavs'ka—Svjatošin     | 5 novembre 1971  | 3           | 4,23 km   |
| Černihivs'ka—Lisova      | 4 dicembre 1979  | 1           | 1,22 km   |
| Teatral'na               | 7 novembre 1987  | 1           | N/A       |
| Svjatošin—Akademmistečko | 24 maggio 2003   | 2           | 3,25 km   |
| Totale                   | Totale           | 18          | 22,64 km  |

## Cambiamenti di nome
| Stazione     | Nome precedente | Anni      |
| ------------ | --------------- | --------- |
| Šuljavs'ka   | Zavod Bol'ševik | 1968–1991 |
| Černihivs'ka | Komsomol's'ka   | 1968–1991 |
| Berestejs'ka | Žovtneva        | 1971–1991 |
| Lisova       | Pioners'ka      | 1979–1991 |
| Teatral'na   | Lenins'ka       | 1987–1991 |

## Interscambi
| Stazione M1 | Linea | Linea                         | Stazione sull'altra linea |
| ----------- | ----- | ----------------------------- | ------------------------- |
| Teatral'na  |       | linea Syrec'ko-Pečers'ka      | Zoloti Vorota             |
| Chreščatyk  |       | linea Obolons'ko-Teremkivs'ka | Majdan Nezaležnosti       |

## Percorso
|  | Unknown route-map component "uetKBHFa" |

|  | Unknown route-map component "uetABZg+l" | Unknown route-map component "uetKDSTeq" |

|  | Unknown route-map component "uetINT" | Unknown route-map component "BAHN" |

|  | Urban tunnel station on track |

|  | Urban tunnel station on track |

| Unknown route-map component "numN090" | Unknown route-map component "utINT" | Unknown route-map component "BAHN" |

|  | Urban tunnel station on track |

|  | Unknown route-map component "utINT" | Unknown route-map component "BAHN" |

|  | Urban tunnel station on track |

|  | Unknown route-map component "utINT" |

|  | Unknown route-map component "utINT" | Unknown route-map component "BAHN" |

| stazione ferroviaria |
| Kyïv-Pasažyrskyj     |

|  | Urban tunnel station on track |

| Unknown route-map component "SUBWAY" | Unknown route-map component "utINT" |  |

| Unknown route-map component "SUBWAY" | Unknown route-map component "utINT" |  |

|  | Urban tunnel station on track |

|  | Unknown route-map component "uhBHF" + Unknown route-map component "PORTALg" |

| Transverse water | Unknown route-map component "uhKRZW" | Transverse water |

|  | Unknown route-map component "uDBHF" |

| Transverse water | Unknown route-map component "uhKRZW" | Transverse water |

|  | Unknown route-map component "uhINTe" |

| Unknown route-map component "uKDSTaq" | Unknown route-map component "uABZg+r" |  |

|  | Urban station on track |

|  | Urban station on track |

|  | Urban End station |

## Materiale rotabile
La linea è servita dal Deposito Darnycja (№ 1), anche se prima del 1965 era utilizzato un deposito di tram convertito appositamente, che si trovava sotto la stazione Dnipro. Dopo il completamento del ponte della metropolitana, il deposito fu dismesso.

## Sviluppi recenti e progetti futuri
Dato che la linea comprende le stazioni più vecchie della rete, alcune mostrano i segni di mezzo secolo di utilizzo e necessitano di ammodernamenti. Tra i lavori da svolgere, vi sono le scale mobili da sostituire, il rifacimento dell'illuminazione e, in alcuni casi, delle decorazioni. In particolare, questo riguarda le stazioni in superficie, maggiormente esposte ai fenomeni atmosferici. Una di queste è Darnycja, che nel futuro diventerà un'importante stazione di interscambio per le tre linee; è stata sottoposta a una completa ristrutturazione, con l'aggiunta di un nuovo ingresso a ovest.
Altri progetti comprendono la costruzione di nuovi ingressi per Vokzal'na e Teatral'na.